# Холодов, Иван Михайлович

Могила Холодова на Троекуровском кладбище Москвы.

Иван Михайлович Холодов (1915—1992) — генерал-майор Советской Армии, участник Великой Отечественной войны, Герой Советского Союза (1942).

## Биография
Родился 30 июня 1915 года в селе Александровка (ныне — Иловлинский район Волгоградской области). Окончил семь классов школы. В 1934 году был призван на службу в Рабоче-крестьянскую Красную Армию. В 1937 году окончил Сталинградскую военную авиационную школу лётчиков. Участвовал в польском походе и советско-финской войне. С июня 1941 года — на фронтах Великой Отечественной войны.
К февралю 1942 года старший лейтенант Иван Холодов был заместителем командира эскадрильи 28-го истребительного авиаполка ПВО 6-го истребительного авиакорпуса Войск ПВО. К тому времени он совершил 225 боевых вылетов, принял участие в 21 воздушном бою, сбив 6 вражеских самолётов.
Указом Президиума Верховного Совета СССР от 4 марта 1942 года старший лейтенант Иван Холодов был удостоен высокого звания Героя Советского Союза с вручением ордена Ленина и медали «Золотая Звезда» за номером 664.
С октября 1942 года — командир эскадрильи 434-го ИАП (22 ноября 1942 года преобразован в 32-й Гвардейский ИАП), летал на Як-1 и Ла-5. 
В марте 1943 года, прикрывая группу возвращавшихся со штурмовки Ил-2, четвёрка истребителей под командованием капитана И. С. Холодова вступила в бой с 16 немецкими истребителями над рекой Ловать. В ходе боя И. С. Холодов заметил, что к самолёту его ведомого ст. лейтенанта А. Макарова приближается вражеский "мессершмитт", выпущенная им очередь прошла перед немецким истребителем. Времени на повторную атаку не оставалось, и И. С. Холодов совершил воздушный таран (ударив крылом своего самолёта по стабилизатору вражеского истребителя - что привело к его переворачиванию вверх колёсами и неконтролируемому падению). Однако и на самолёте Холодова при столкновении отвалилась часть крыла и он свалился в "штопор" - и Холодов покинул свой самолёт, выпрыгнув с парашютом.
С 13 ноября 1943 года по 28 февраля 1944 года — командир этого полка. 25 марта 1944 года принял командование 111-м Гвардейским ИАП (командовал им до 1946 года, с перерывом в период с 04.09.1944 по 21.02.1945 гг.), 10-й гвардейской истребительной авиационной дивизии 10-го истребительного авиационного корпуса, летал на Ла-5 и Ла-7.
К 9 мая 1945 года он выполнил 464 боевых вылета, провёл 105 воздушных боёв, сбил 16 самолётов лично и 6 в группе.
После окончания войны подполковник Холодов продолжил командовать этим полком. В 1958 году он окончил Высшие академические курсы при Военной академии Генерального штаба. Командовал дивизией, был заместителем командира авиационного корпуса. В 1970 году в звании генерал-майора Холодов был уволен в запас. Проживал в Москве, работал начальником отдела кадров Гражданской обороны Москвы. Скончался 29 января 1992 года, похоронен на Троекуровском кладбище Москвы.

## Награды
СССР
- медаль «Золотая Звезда» Героя Советского Союза № 664 (03.04.1942);
- орден Ленина (03.04.1942);
- пять орденов Красного Знамени (в том числе 28.10.1941, 26.06.1944, 05.11.1954[5]);
- орден Суворова III степени (07.12.1944);
- орден Александра Невского (11.03.1943);
- два ордена Отечественной войны I степени (13.02.1943, 06.04.1985);
- два ордена Красной Звезды (в том числе 15.11.1950[5]).
- медали, в том числе:
  - «За боевые заслуги» (03.11.1944)[5];
  - «За оборону Москвы»
  - «За победу над Германией в Великой Отечественной войне 1941—1945 гг.»;
  - «За освобождение Праги»
  - «Ветеран Вооружённых Сил СССР».

Других государств
- военный крест (ЧССР)
- медаль «Китайско-советской дружбы» (КНР)